# Domenico Maria Jacobini
Domenico Maria Jacobini, italijanski rimskokatoliški duhovnik, škof in kardinal, * 3. september 1837, Rim, † 1. februar 1900.

## Življenjepis
4. avgusta 1881 je bil imenovan za naslovnega nadškofa Tirusa; 14. avgusta isto leto je prejel škofovsko posvečenje.
30. marca 1882 je postal tajnik Kongregacije za propagando vere. 16. junija 1891 je bil imenovan za apostolskega nuncija na Portugalskem.
22. junija 1896 je bil povzdignjen v kardinala in imenovan za kardinal-duhovnika Ss. Marcellino e Pietro.